# Луїс Карнілья
Луїс Карнілья (ісп. Luis Carniglia, нар. 4 жовтня 1917, Олівос — пом. 22 червня 2001, Буенос-Айрес) — аргентинський футболіст, що грав на позиції нападника. По завершенні ігрової кар'єри — футбольний тренер. Виступав, зокрема, за клуб «Бока Хуніорс».
Чемпіон Франції (як тренер). Чемпіон Іспанії (як тренер). Дворазовий володар Кубка чемпіонів УЄФА (як тренер). Володар Кубка ярмарків (як тренер).

## Ігрова кар'єра
Народився 4 жовтня 1917 року в місті Олівос. Вихованець футбольної школи клубу «Олівос».
У дорослому футболі дебютував 1933 року виступами за команду клубу «Тігре», в якій провів три сезони.
Своєю грою за цю команду привернув увагу представників тренерського штабу клубу «Бока Хуніорс», до складу якого приєднався 1936 року. Відіграв за команду з Буенос-Айреса наступні п'ять сезонів своєї ігрової кар'єри.
Згодом з 1942 по 1953 рік грав у складі команд клубів «Чакаріта Хуніорс», «Атлас», «Тігре», «Ніцца» та «Тулон».
Завершив професійну ігрову кар'єру у клубі «Ніцца», у складі якого вже виступав раніше. Прийшов до команди 1953 року, захищав її кольори до припинення виступів на професійному рівні у 1955.

## Кар'єра тренера
Розпочав тренерську кар'єру відразу ж по завершенні кар'єри гравця, 1955 року, очоливши тренерський штаб клубу «Ніцца».
Надалі очолював команди клубів «Реал Мадрид», «Фіорентіна», «Барі», «Рома», «Мілан», «Депортіво», «Болонья», «Ювентус» та «Сан-Лоренсо».
Останнім місцем тренерської роботи був клуб «Бордо», команду якого Луїс Карнілья очолював як головний тренер до 1979 року.
Помер 22 червня 2001 року на 84-му році життя у місті Буенос-Айрес.

## Титули та досягнення

### Як тренера
- Чемпіон Франції (2):

«Ніцца»: 1951-52, 1955-56
- Чемпіон Іспанії (1):

«Реал Мадрид»: 1957-58
- Володар Кубка чемпіонів УЄФА (2):

«Реал Мадрид»: 1957-58, 1958-59
- Володар Кубка ярмарків (1):

«Рома»: 1960-61